# Dracula: Książę Ciemności
Dracula: Książę Ciemności (ang. Dracula: Prince of Darkness) – brytyjski horror z 1966 roku. Film jest kontynuacją filmu Narzeczona Draculi z 1960 roku. Został wyprodukowany przez studio Hammer Film Productions.

## Fabuła
Wampir Dracula, pokonany i zabity przez profesora Van Helsinga zostaje wskrzeszony przez swoje wierne sługi. Ożywiony znów poluje na ludzi. W jego zasadzkę trafia czwórka turystów podróżujących po wschodniej Europie.

## Obsada
- Christopher Lee – Dracula
- Barbara Shelley – Helen Kent
- Thorley Walters – Ludwig
- Charles „Bud” Tingwell – Alan Kent
- Suzan Farmer – Diana Kent
- Francis Matthews – Charles Kent
- Andrew Keir – ojciec Sandor
- Jack Lambert – brat Peter
- George Woodbridge – Landlord
- Walter Brown – brat Mark
- Philip Latham – Klove